# 牌位
牌位在東亞傳統禮儀和習俗中，是用以祭奠歷代神明、聖賢、祖先及亡者的木牌， 上面書寫及雕刻神明、先人或亡者的名諱，以及一些吉祥話，象徵祂的靈體附着於此受人崇拜。現代的牌位已經不侷限採用傳統的檀木、檜木、沉香木等木材製作，亦有以仿玉、玻璃鋼、壓克力等合成材料製作的產品。
牌位在日、韓語中稱爲「位牌」，在中國一般亦稱爲「神座」、「神牌」、「神主」、「神位」、「祿位」、「香位」、「靈位」、「蓮位」或「木主」 、福州民系稱為「牌套」(pe2-tʰɔ5)；裝在小闈閣內的神位稱爲「神龕」，供奉祖宗牌位的闈閣通常也稱為「祖龕」。

## 用途
牌位是儒家信仰的特有产物，随着儒学的传播，牌位的使用也遍及整个东亚文化圈，再隨着東亞人口的遷徙，流傳到東南亞的東亞裔聚居地。

### 宗法和宗教意義

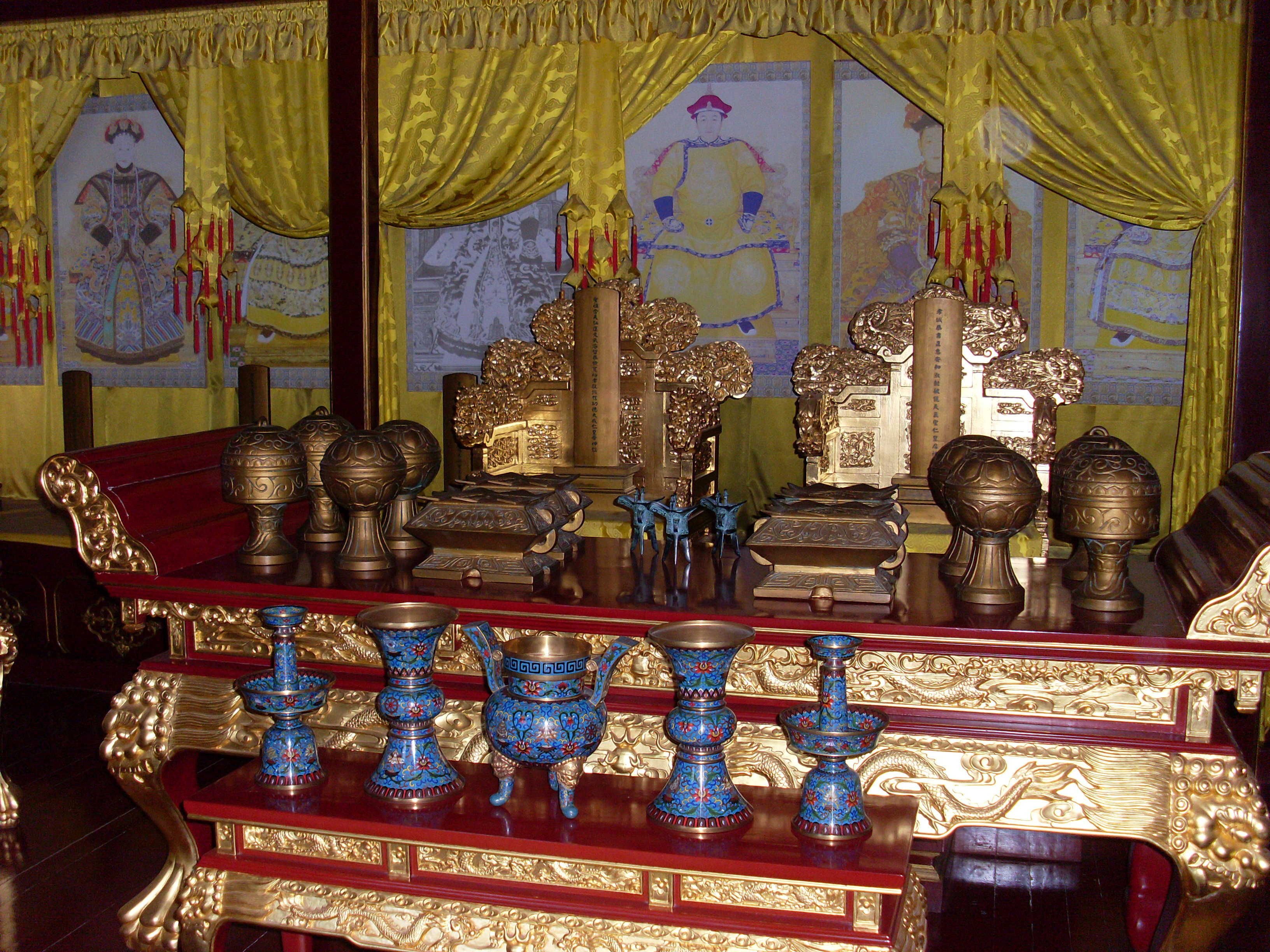
清遜帝溥仪祭祀清朝列祖列宗的牌位，圖為聖祖康熙帝與孝誠仁皇后神位

儒家亦名「儒教」、「禮教」、「名教」，极为重视道德、禮樂和人際關係，在木板写上鬼神和先人的名諱，即代表祂的神灵附着于此接受供奉，表示「慎終追遠」、「飲水思源」、「尊師重道」的寓意。
在佛教傳入中國以前，民間並未有輪迴轉世的觀念，當時普遍認為人死後魂魄要依附在實物上，否則會成為孤魂野鬼，故對神主與宗法十分重視，因為家中添有男丁，才有後繼對祖先的祭祀。 自然界的神明原先並沒有形象，只是在祭祀時安置香爐望天而拜，後來才有牌位和神像成爲祭祀的象徵物。
中國歷史各朝代的太廟，都供奉著歷代君王的牌位，牌位上書寫君王的諡號或廟號，供當朝君主與後世皇族祭祀，同時也樹立宗廟社稷的正統。在古時中國只有天子、諸侯和士大夫可以安設宗廟，平民直到明朝以後才可以蓋建祠堂，深受中華文化影響的朝鮮、越南和琉球也有相同的宗法制度。日本伊勢神宮是全國神社本廳的本宗，近代之前是專屬於日本皇室祭祀天照皇大神和列代先祖的場所，亦屬宗廟性質。

### 政治意義

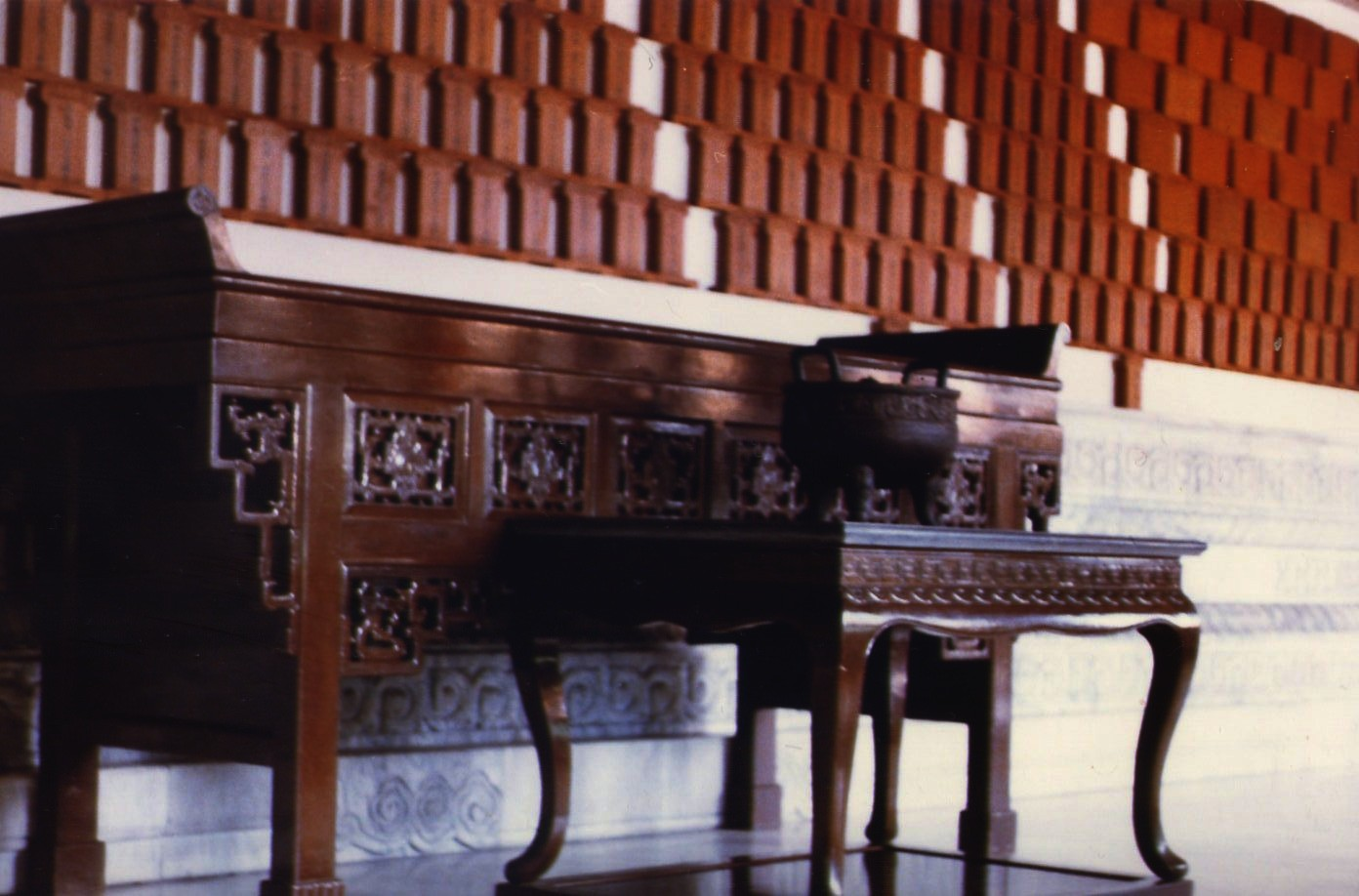
台北市圓山國民革命忠烈祠文武烈士祠內的供桌與諸先烈靈位

在中國、朝鮮等漢字文化圈國家於古代存在功臣配享制度，已故股肱大臣的神主得以凭借生前勋业祔祀于帝王宗庙或入祀於賢良祠，作為朝廷给予臣僚的最高礼遇及无上恩荣。另外，中國歷代均建有不少忠烈祠，裡面供奉忠臣烈士的靈位，垂法後世，以享先烈的精神。但部份祠廟因日久失修而倒塌，部份則在文革時期遭搗毀，只有少數保存較為完好。
中華民國國民政府遷台以後，爲消除日本國家神道的痕跡，將日治時期的大部份神社改設為忠烈祠。 中日斷交後陸續將大多數原神社建築拆除改建為中國宮殿式建築。設在台北市圓山的國民革命忠烈祠，供奉的是國家先烈的靈位，每年由中華民國總統主持公祭。國防部軍情局營區內則設有「戴雨農先生紀念館」供奉殉職情報人員的靈位。
韓國國立首爾顯忠院和國立大田顯忠院是國家公墓，裡面設有在韓國獨立運動、朝鮮戰爭和越南戰爭中陣亡軍人的靈位，包括李承晚、朴正熙、金大中、崔圭夏和盧武鉉幾位總統的靈位皆設立於此。
日本首都東京靖國神社安置從明治維新以來捐軀軍人的靈位，各地的護國神社安置從明治以來捐軀軍人、警察、公務員的靈位。明治神宮安置明治天皇和昭憲皇太后的靈位，也是日本神道的重要神社。

### 孝道文化意義
民間傳說在東漢時期有位名叫丁蘭的農夫，由於父親早故，所以由母親撫養長大，常因脾氣不好而對母親惡言相向。有日，丁蘭像往常一樣到田裡幹活，看見路邊的小羊跪著吸食羊乳，覺得非常詫異；隨後牧羊老人傳授他「羔羊跪乳」的道理，丁蘭有感自己平日的所爲對不起母親，因而慚愧不已。
這天，丁蘭的母親因事延誤到田裡送飯的時間，丁蘭在田裡看見母親到來，準備前去迎接母親，並向母親懺悔，母親卻因害怕而失足跌入急流。丁蘭在急流中遍尋不獲母親的蹤跡，只撿回一塊木頭；他在悲傷哀慟以後，把木頭帶回家中刻上母親的名字奉祀在正廳，逢事必先擲筊跪求母親的意見。從此之後大家都仿效他的舉止，把木牌當做「神主牌」來奉祀，傳揚孝親感恩的傳統美德。

## 神佛位牌
神位是供奉神明的位置 ，各路神明依職能可分爲天公、后土、門神、正神、灶神、太歲、地主、普渡公、大眾爺等，並非所有的神明都有設置神像、肖像，而是採用牌位；有些地神、陰神或泛靈只是在石碑、紅紙、紅磚、牆壁、石頭寫上名諱，設置香案和供品即可接受膜拜，亦可稱爲「香座」、「香位」。其中紅紙、紅布是適合所有的天神地祇，上至天公、下至土地公，古時候以一張紅紙（布）書寫聖號開啟信仰供奉，後來雕塑金身、建立大廟的例子不在少數。 
在設壇建醮儀式中，會把神明請到特定位置，在紅紙寫上神明的名諱作為臨時的牌位，完成儀式後就送神火化。

### 自然信仰
自然信仰源自古漢文化對天地陰陽、日月星宿、風雷雨電、河嶽山川等現象的自然崇拜，大自然現象因無形無相而無法描繪形象，所以傳統多是在牌位上書寫神明的尊號來供奉，例如供奉五炁真君的牌位上書「東方歲星木德星君」、「南方熒惑火德星君」、「西方太白金德星君」、「北方辰星水德星君」、「中央鎮星土德星君」的尊號，上面也繪有太極八卦、日月星斗的象形符號。早期，信徒認為「玉皇上帝」為至道的化身，無始無終、無形無相，無從描塑，或因敬畏而不敢塑畫其形象，或惟恐偏差失準而冒犯，故其香案皆不以造像供奉，而是設立書寫尊號的牌位，如臺南天壇主祀的「玉皇上帝聖位」。
融合神話、預言書、民間傳說、神魔小說、神仙故事、道教信仰和其他宗教以後，一些神明開始出現形象、化身和名諱，例如傳說中是晉朝張育是梓潼神的化身、文天祥被認為是文曲星降世，關公被認為是武曲星降世，北斗七星為斗姥所生，二十八星宿和太歲各有名諱，三清六御、五曜七政皆有人格化身，風伯雨師、雷公電母各有所屬。
一般廟宇有以造像來供奉太歲（六十位值年太歲的造像），亦有以立牌位的形式來供奉太歲，供奉牌位上繪有太極八卦、日月星斗及六丁六甲等文字符號，值年歲次和太歲的名諱為可抽出的字板，可以每年替換。另外，也有書寫在黃紙上的太歲神位，如農民曆、廟宇所附送的「〇〇值年太歲〇〇星君神位」（結緣品），可以張貼在家中供奉神明的左側，不高於神明的位置，或其他清淨地，早晚上香膜拜。
在民宅住家，民間信仰者認為地基主是家宅的守護靈，故設神位上書「地主」或「地基主」。客家民系重視風水龍脈，興建的房屋或廟宇設有龍神香位，上書「福德龍神香位」或「土地龍神香位」等。
對於守護先人墓園的后土/土地神信仰，有認為是土地公(福德正神)，也有認為是土神、山神之神格，為守護一方之土地神。認為后土即是土地公(福德正神)者，即塑造成一般土地公(福德正神)的形象；亦有因其他因素，逕立「后土」、「后土神」石碑。山神神格則另立「龍神」或「山靈」。

### 人物神信仰

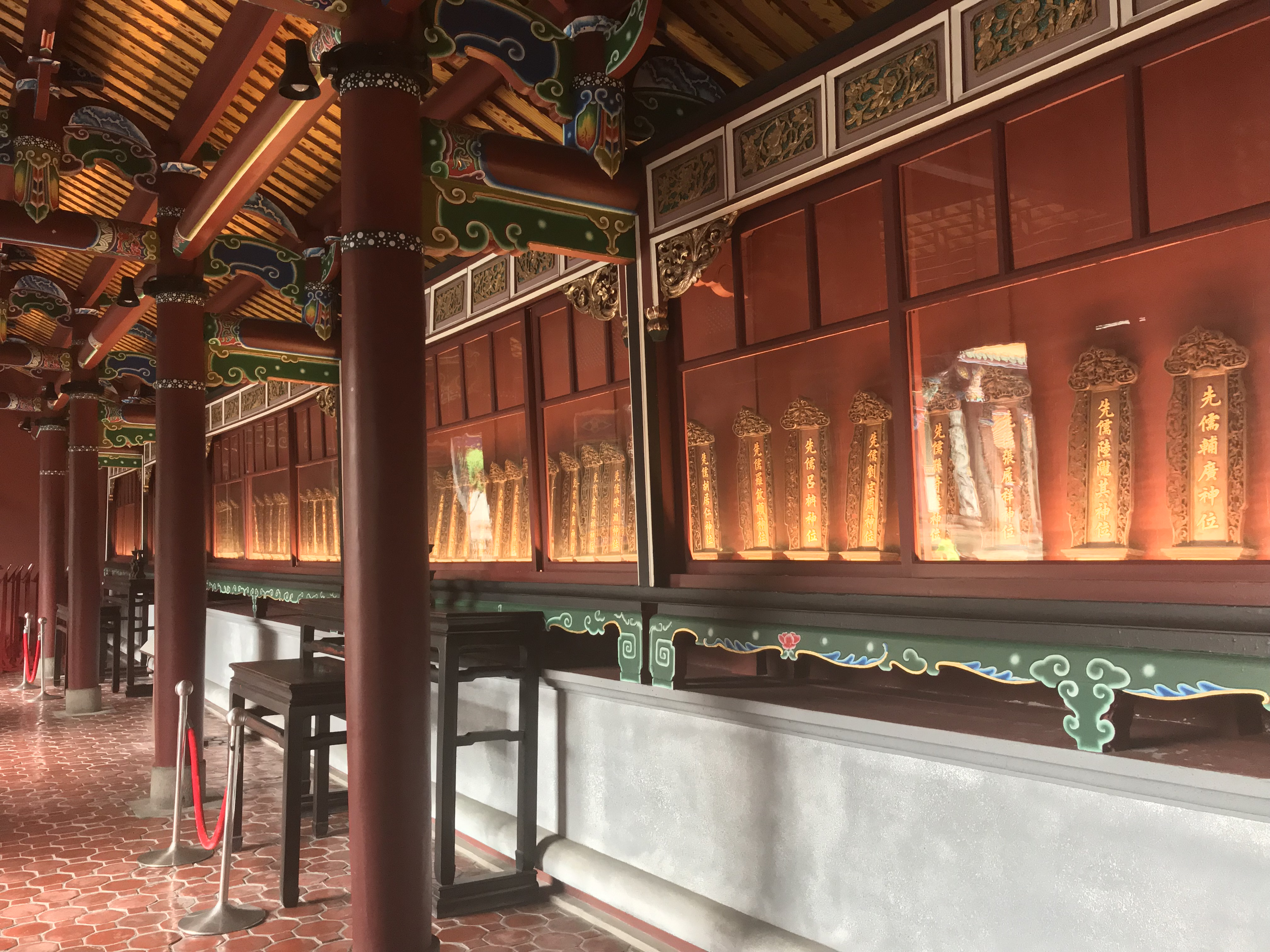
臺北市孔廟東西廡內的供桌與諸先儒暨先賢神位

一些歷史上有功受人尊崇的人物或民間認為靈驗的先人會被視為神明供奉。例如儒學門生崇敬孔子，孔廟大成殿奉祀孔子的塑像、畫像或「大成至聖先師孔夫子」牌位（或其一，或像與牌位兩者皆有），偏殿供奉諸先聖、先賢、先儒的牌位，提醒後世的讀書學子「有為者亦若是」。

### 石敢当、佛號碑位
舊時民間信仰盛行在路口、巷弄、橋道、要衝或朝著「煞方」的家宅正門前，豎立上刻「石敢當」三字石碑，以鎮壓不祥之物。 石敢當上刻的文字，常見的有石敢當、泰山石敢當、石敢當止煞、佛號、道教符號等字樣，不勝枚舉。
根據佛經所言，佛菩薩度化眾生各有善巧方便，一般歸為「相好光明度眾生、說法度眾生、神通度眾生、名號度眾生」四种因緣。其中以名號度眾生最為方便，因為佛號即為光明圓滿之本體，對佛本身來說，佛體的本身和祂的佛名是一如不二，若有眾生能夠至心稱念，即能得到佛願攝受。 佛號即佛，佛教徒設立佛號即視之如佛般禮敬，混合民間信仰者更有將佛號設立碑位，虔心供奉。
漢傳佛教由於淨土宗的興盛，「南無阿彌陀佛」的佛號流傳甚廣，故在一些常發生車禍、災害或傳有鬼魅作祟的地方，便設有佛號的碑石建築物， 如臺灣嘉義縣大林鎮之「阿彌陀公廟」，主祀刻有「南無阿彌陀佛」六字的大石碑位。彰化縣溪州鄉的溪墘厝阿彌陀佛碑更是當地的信仰中心，每年正月十七都有大量的酬神戲來還願。

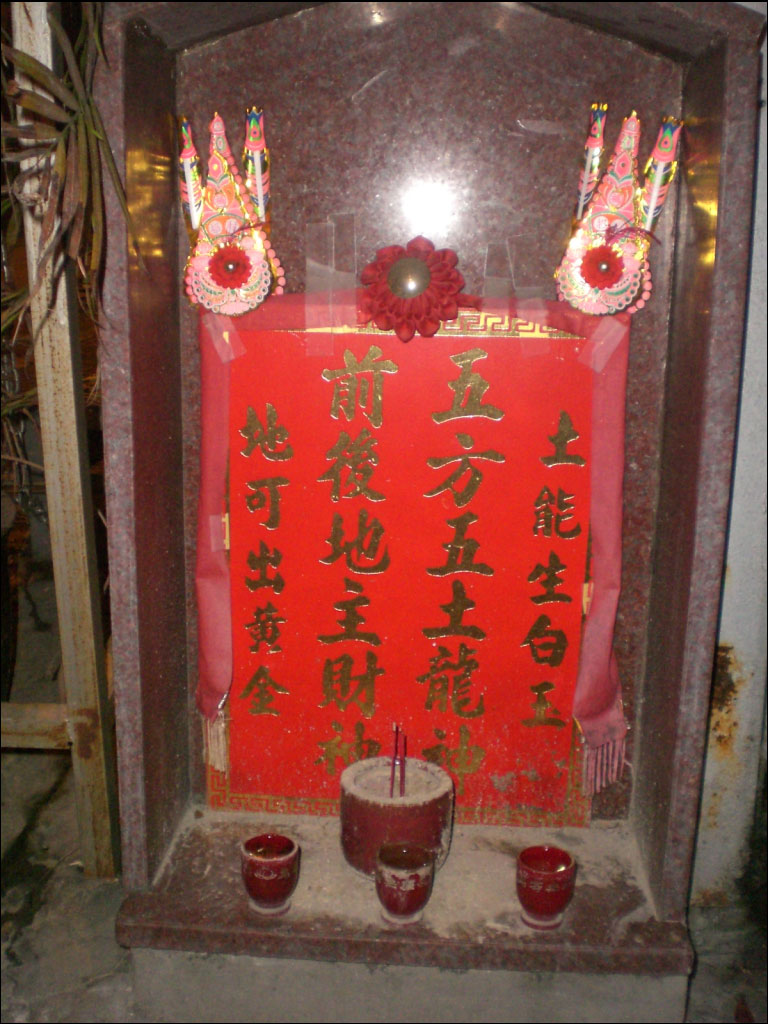
供奉「五方五土龍神、前後地主財神」的牌位
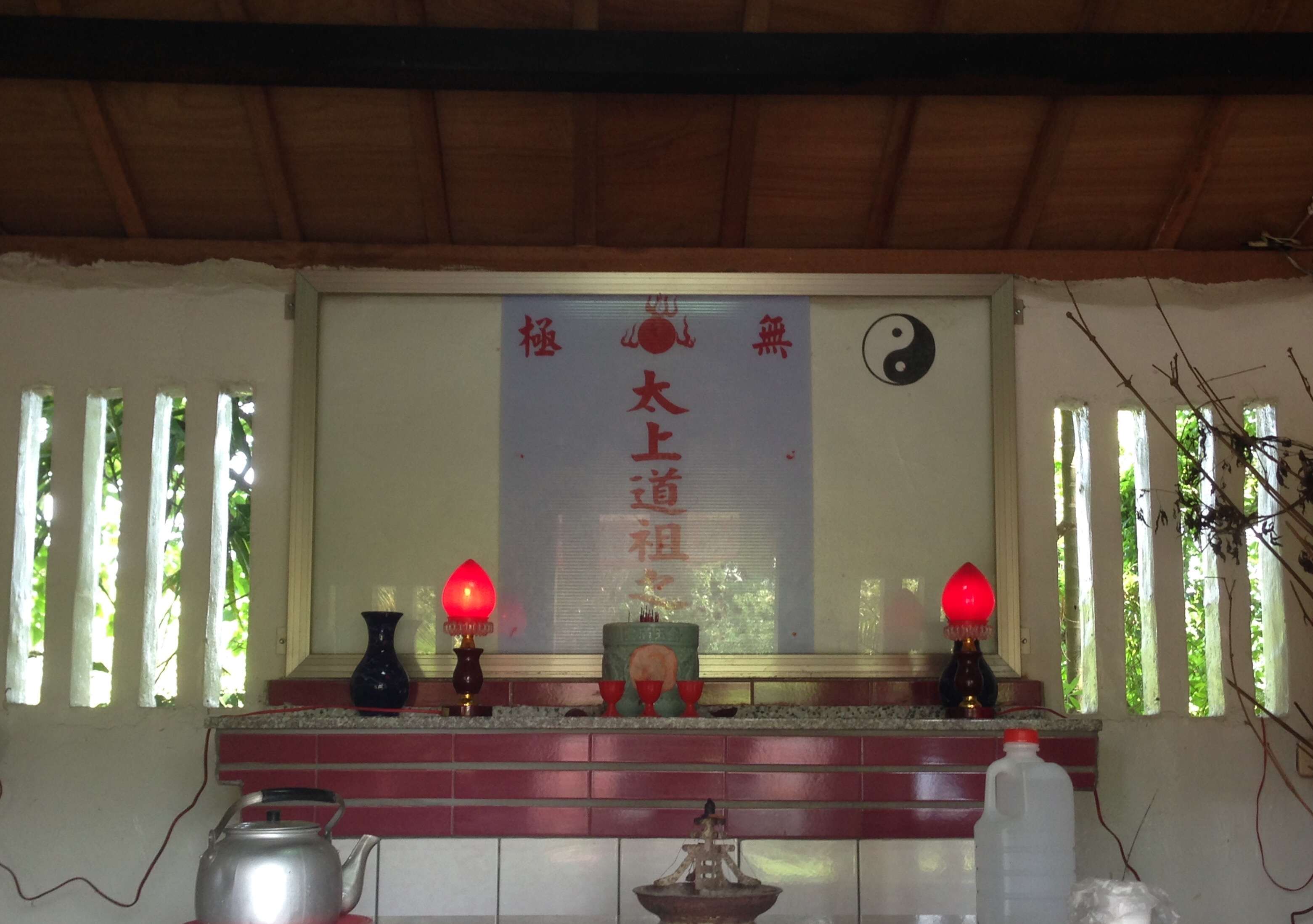
供奉「太上道祖」的牌位
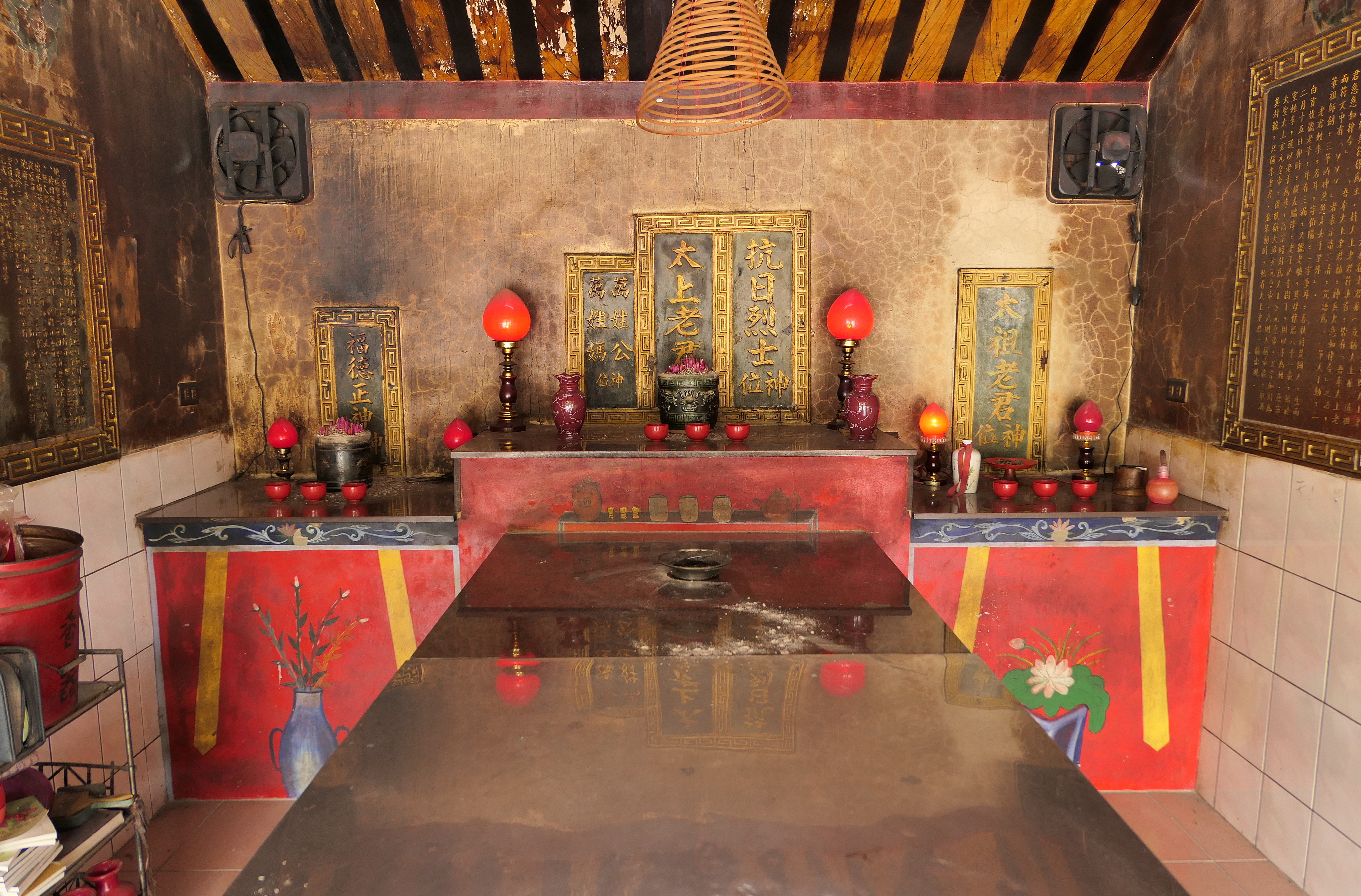
左鎮老君祠無設神像，全部為供奉牌位
供奉「南無阿彌陀佛」的牌位

### 阿立祖碑位
阿立祖為臺灣平埔族原住民西拉雅族的祖靈信仰，原本主要以壺甕等物（如：瓶、罐、缸、甕等）作為祖靈之象徵，後受漢文化影響也出現「阿立祖」牌位。此信仰有自宅供奉，也有共同成立「公廨」供奉，在「公廨」中常供奉壺罐，有的尚供有石製的「阿立祖」碑位。

## 神主

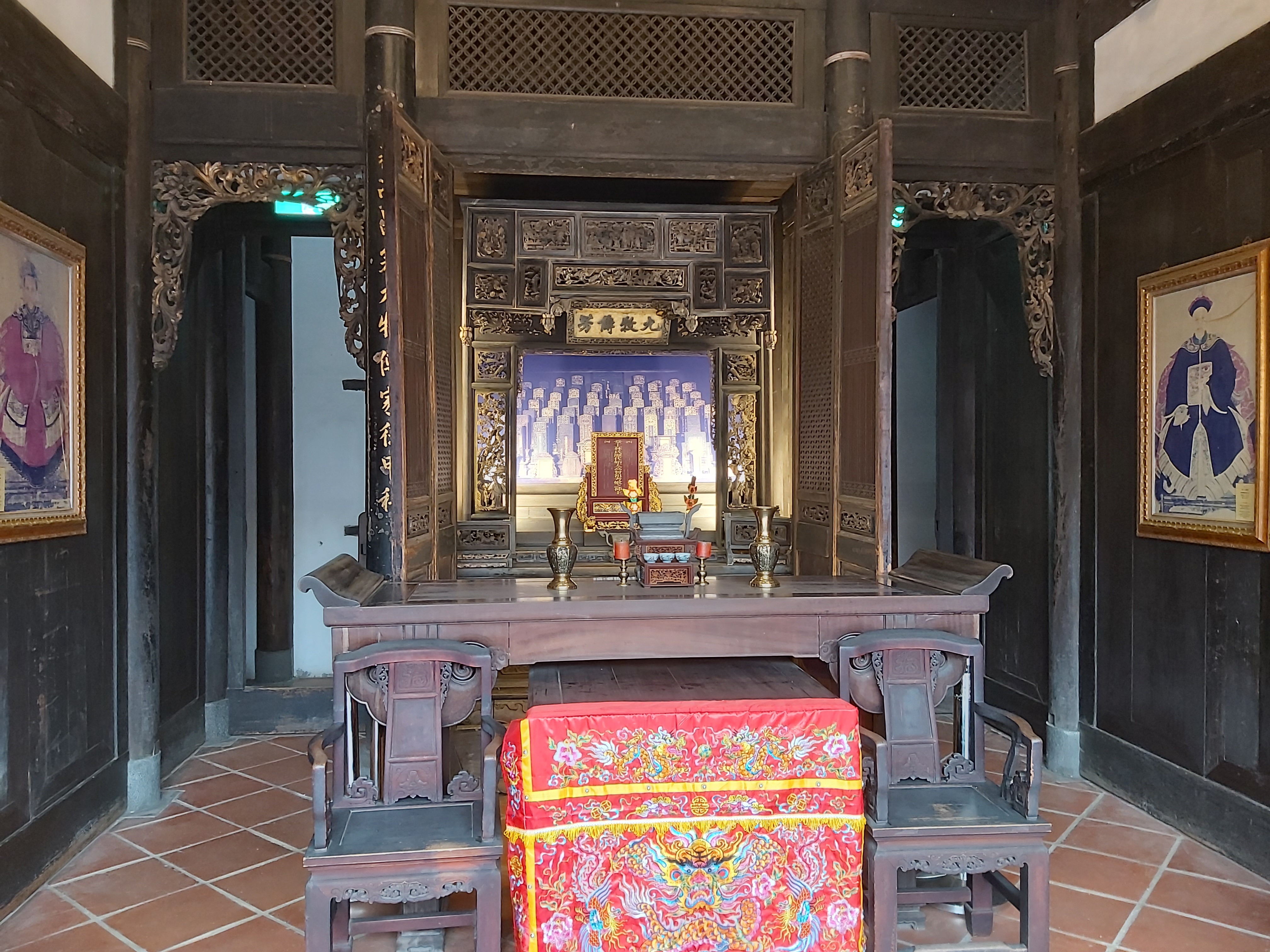
林安泰古厝正廳的祖先牌位，上書「堂上林氏歷代始太高曾祖考妣之神主」字樣，兩側懸有祖先容像。

神主又稱靈位，是先人的牌位，人們相信先人的靈魂會附於牌位上。道教和民間信仰相傳人身有三魂七魄，死後之時七魄消散，其餘三魂歸於墓地、家宅和陰曹，直到輪迴之時才重聚於一體；所以靈位除了是指設在家中的神主牌位，也可以是指往生之時設在靈堂的牌位。

### 祖先位
祖先牌位是供奉歷代祖先的牌位，在閩、粵語中也稱爲「公媽牌」或「神主牌」，有些是每一名男性祖先及其妻子有單獨的牌位，有些則是一個牌位包括歷代祖先。從傳統風水學上來說，祖先牌位應設在正廳的白虎位，位置不可超過神位，宜低宜退；以上與日本時代正廳改善運動有關；客家人崇敬祖先，祖先多設在正位，神明供奉在旁，為「祖在家，神在廟」之思想，即在家祖先最大，在廟則神明最大 ；佛教徒的家中無此忌諱，牌位設在佛像左右均可。 通常先人剛往生時，會在神桌旁另設位置加以供奉，若干時日以後方才入祀祖先牌位內，接受後代子孫的香火膜拜；同房兄弟分家以後，則從祖先牌位分香，此為近代工商社會產生的新俗繼續供奉。
九玄七祖位是越南祖先牌位的寫法，上書「九玄七祖」（cửu huyền thất tổ）的字樣，奉請「父、祖、曾、高、太、玄、顯」和「子、孫、曾、玄、來、昆、仍、雲、耳」等歷代祖先子孫領受香火。

#### 新亡者
新亡者使用的牌位稱為「靈位」、「魂位」、「魂帛」、「靈帛」等，通常是以「牌位紙」來書寫，蓋「男爲陽爲乾爲天，女爲陰爲坤爲地」，故男死者用青紙書寫牌位，女死者用黃紙書寫牌位，以合「天青地黃」之理。
古時在人死剛斷氣的時候，親人會拿着死者的衣服到屋頂向北方呼喊死者的名字，希望招回其神魂，認爲新亡者的神魂會隨帛而返。 今時比丘、道士或香花僧前來爲新亡者慰靈時，則在正廳以厚紙或白布豎立臨時牌位，用以招來亡者的魂魄，稱為「豎魂帛」。

##### 佛教
佛教靈位是漢傳佛教信徒在往生者停靈、作七時使用的牌位，一般是以黃紙來書寫，通常寫為「蓮位」，通常在家供奉，直到尾七日後，就會供奉在佛寺內的「往生堂」以讓新亡者日日在寺院中聽誦佛經，祈求冥福。至於是否可在家中設立祖先牌位，正信佛教多數抱持「允許並肯定」的立場，但鼓勵家中佛堂應以供奉佛菩薩爲究竟皈依的對象，祖先牌位則為慎終追遠、紀念先人之用，也是日行功課廻向的對象。

##### 天主教
天主教在明朝時傳入中國，根據《利瑪竇規矩》，爲了中國人的慎終追遠的習俗，教儀並不禁供奉牌位，天主教友依然可以燒香祭祖。 往生者豎靈時也有佈置靈堂、靈桌、牌位和香爐，但沒有招魂幡，也不燒紙錢，其他傳統的民間習俗則改以追思、祈禱、誦經、獻花或獻彌撒的方式進行。

##### 附薦牌位
「附薦牌位」是指爲新亡者做功德時或法會、醮會時，爲過世的祖先、親人另行祔祭的牌位。在葬禮法事中，輩份高者配享在往生者牌位的左邊，輩份低者則配享在往生者牌位的右邊。

### 人物神牌位
一些歷史上真實出現的人物因為不同的原因受人供奉、膜拜，於是設置牌位代表受祭者。

### 先賢功德祿位
先賢祿位也稱作「先賢功德祿位」。早期的廟宇常為地方士紳、鄉親等眾合力集資所規劃建立，故有些廟宇便會單獨設立一處廳堂，為這些建廟的前人先賢設立香案供奉，以紀念這些開山先賢的功勞恩典。與「長生祿位」不同的是，長生祿位是為活人祈福回向用途（儘管該人死後，供奉者仍會繼續祭拜），先賢祿位則是為紀念已經過往的前人。

### 義民牌位

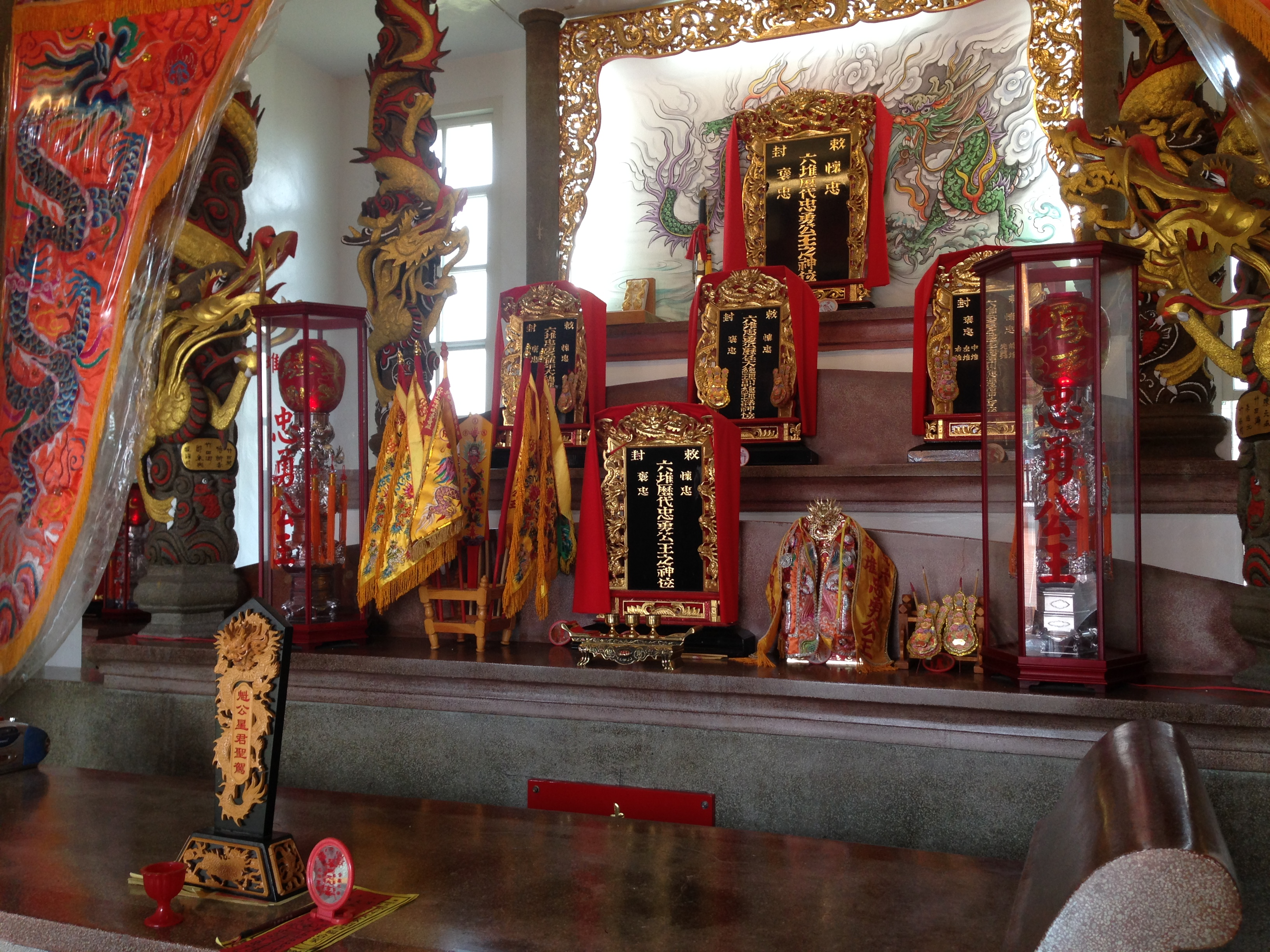
屏東縣六堆忠義亭牌位

祭祀在械鬥、民變、戰爭中，因保衛家鄉而犧牲的義民爺。因義民爺非單指一人，而是一個群體，故多數建廟係以牌位代表數十或數百位之義民爺，上書「褒忠義士眾姓諸公之神位」。

### 有應公牌位

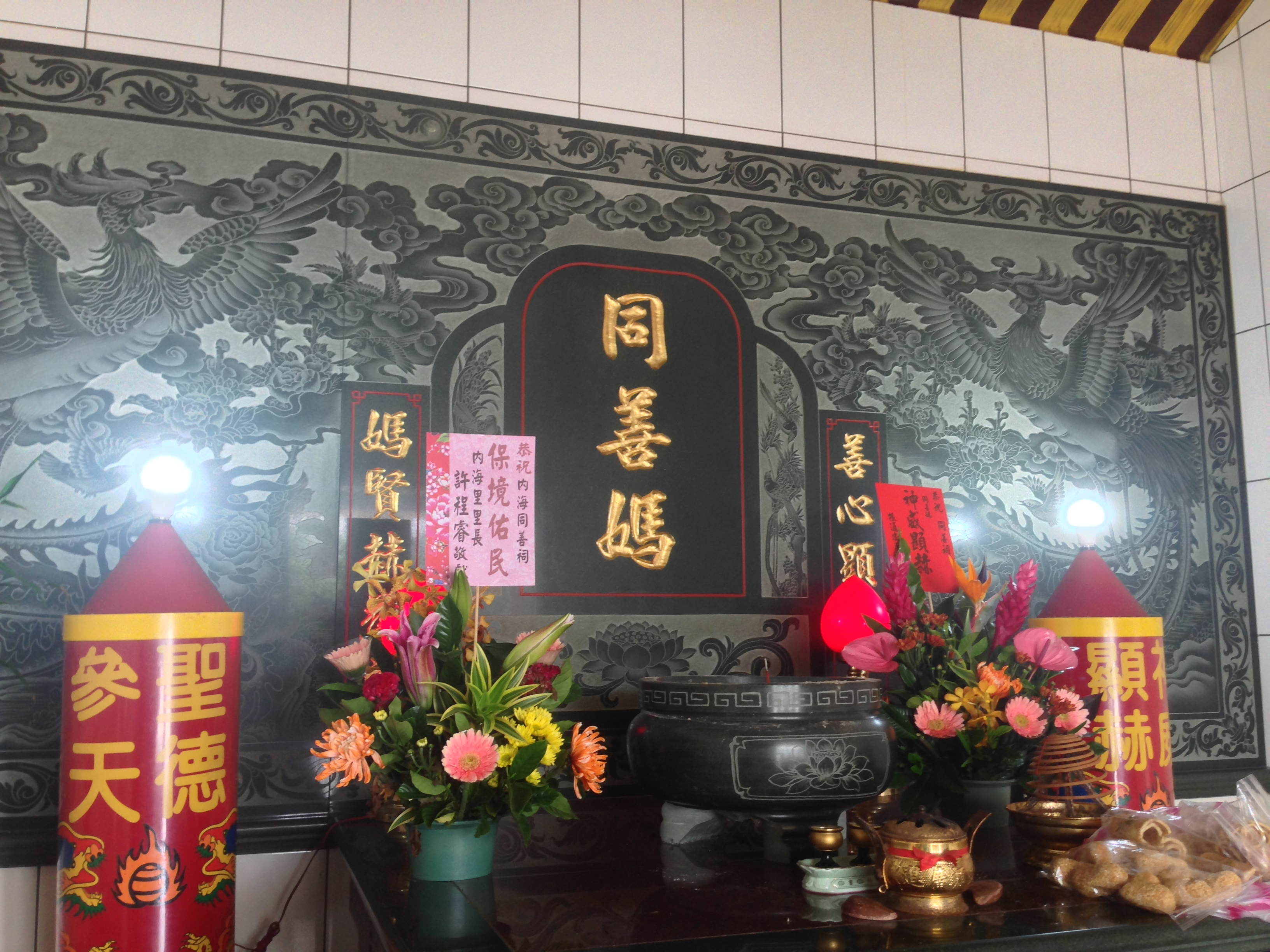
桃園市大園區內海同善媽神位

孤魂祭祀，係民眾對於無祀骨骸、無祀亡者，出於害怕其作祟，或發惻隱之心，或求其庇祐，而集中建墓或建廟祭祀，通常不會為其建立金身，而是以牌位供奉，名稱常見有：有應公（媽）、萬善公（媽）、百姓公（媽）、萬善同歸等。

### 日韓牌位
往生牌位在日本稱爲「白木位牌」或「内位牌」，在韓國則稱爲「紙榜」，通常是書寫在白木、白紙之上，形狀是「上圓下方」的長方形，寓意「天圓地方」之理。

## 長生祿位
長生祿位也稱爲「長生牌位」，是為活人而設的牌位。有些是受恩人爲報答施恩者而設的牌位，供奉者每日在牌前燒香叩頭，祈求恩人得以福壽雙全；一般廟宇常會為了報答檀越施主，而為之立下長生祿位，每日誦經功德迴向。或是在父母親人遭遇災難時，在佛寺廟宇內設立牌位，以唸經和功德迴向給至親，祈求患難者得以延年益壽、消災解厄，通常是以紅紙來書寫。「長生祿位」在客家禮俗的意思是把在生者的名字提前寫在神主牌，再利用紅紙將生者的姓名掩蓋，表示生者尚未接受香火的膜拜，直到生者過世以後，方才把紅紙撕去。

### 元辰斗籤
禮斗係道教科儀，認為「南斗註生，北斗註死」，故有祈求星斗以消災解厄、延年益壽。禮斗備有多項用品，且各具有儀式意義，其中「斗籤」上書禮斗者之生辰姓名，功能類似於長生祿位，透過拜斗即是朝拜自己本命元辰，求元辰光彩袪災趨福，祈求平安。

### 功德牌位
功德牌位有多種，其中「消災牌位」是佛教普渡法會時，爲在世親友眷屬設立的牌位，目的是爲生者祈福、消災及延年益壽，是以紅紙來書寫；「超薦牌位」是爲過世亡魂設立的牌位，對象是要超拔的歷代祖先、冤親債主、累世父母、無祀男女、嬰靈或指名個魂等，則是以黃紙來書寫。

## 類似文化
- 御本尊、御名號

日本亦有使用如同漢文化的木製牌位之外，日本佛教中亦興盛供奉書寫佛菩薩、聖人等名號，或經典題名的掛軸，稱為「御本尊」或「御名號」，依不同的宗派而有「南無釋迦牟尼佛」、「南無阿彌陀佛」、「南無大師遍照金剛」等名號掛軸，信徒在前設供禮拜及進行誦經念佛等功課。
- 路边牌位

普遍都会设立在有车祸或有意外死亡的马路边或河边，相传可以镇压幽灵。现在一般都会用铁皮或石头刻有“南无阿弥陀佛”或“泰山石敢当”字眼。一般俗称“阿弥陀佛碑”或“阿弥陀佛牌”。

## 參閱
- 纪念碑
- 祭祀、祭天、祭祖、神誕、黃帝祭、祭孔
- 宗廟、祠堂
- 神位、神像、神龕、神廟
- 靈堂、靈位、棺上像（英语：Coffin portrait）、容像、遺照（日语：遺影）
- 墓地、墓碑、棺材
- 骨灰罈、靈骨塔

## 延伸閱讀
- 吾妻重二：〈木主考——到朱子学为止 （页面存档备份，存于）〉。